# Canale del Nord (Francia)
Il canale del Nord è un canale di raccordo  che collega la valle della Oise al canale Dunkerque-Schelda. Esso possiede due conche di pompaggio dalla Oise e dall'Aisne e riceve parimenti le eccedenze idriche della Somme all'altezza di Épénancourt. Concepito venti anni dopo il "piano Freycinet" per promuovere una sagoma di navigazione più ampia a quella del canale di San Quintino, la sua costruzione, avviata nel 1913, è stata interrotta dalle due guerre mondiali e dalla crisi economica intercorsa fra le medesime. È stato finalmente aperto alla navigazione nel 1965.

## Lunghezza
Ufficialmente il canale può essere diviso in sei tratte:
18,1 km +  11.5  km +  12.4 km +  4.4 km +  20.2 km +  7.6 km

## Percorso e città attraversate
Il canale del Nord si immette nel canale Dunkerque-Schelda attraverso il canale della Sensée, al porto fluviale di Arleux e stabilisce un collegamento fluviale con il canale laterale alla Oise a Pont-l'Évêque, non lontano da Noyon. Lungo 95 km, conta 19 chiuse e due conche di ripartizione:
- quella del canale sotterraneo di Ruyaulcourt a nord, lungo 4.35 km. Il dislivello fra Arleux e questa conca è di 40 m, è superato con sette chiuse, mentre la discesa verso la valle della Somme, di 28 m, vuole cinque chiuse
- quello del tunnel de la Panneterie (lungo 1,10 km). Il dislivello tra la vale della Somme e questa conca è di 13 m e viene superato grazie a tre chiuse, mentre quello verso la valle della Oise a sud est è di  22 m, superato con quattro chiuse.

La sezione centrale del canale imbocca il  canale della Somme all'altezza di Péronne..

### Sotterraneo di Ruyaulcourt
Questo tunnel fluviale, lungo 4350 m è diviso in tre parti, due vie uniche di 1600 metri e una di 1150 m al centro, che permette l'incrociarsi delle imbarcazioni.
In Francia è l'unico di questo tipo. Il posto di comando si trova alla testa nord del passaggio sotterraneo e la sorveglianza dell'opera avviene mediante illuminazione continua anche delle camere. Indicatori decametrici nel  tunnel danno la distanza dall'ingresso nord: dall'indicatore 166 al 269, i due passaggi  comunicano ma il sorpasso fra imbarcazioni tramite questi passaggi è vietato. Le due vie hanno ciascuna una banchina che consente il passaggio ai pedoni, ma sono chiuse al  pubblico dal  2009.  Sulla verticale di Ytres, è stato scavato un pozzo lungo 40 metri con diametro di 5 metri. Dotato di un ventilatore si tronca al livello dell'indicatore 219. Al 276 si trova un pozzo di evacuazione che conduce tramite scale a due banchine di circolazione. 

### Comuni del dipartimento del Nord

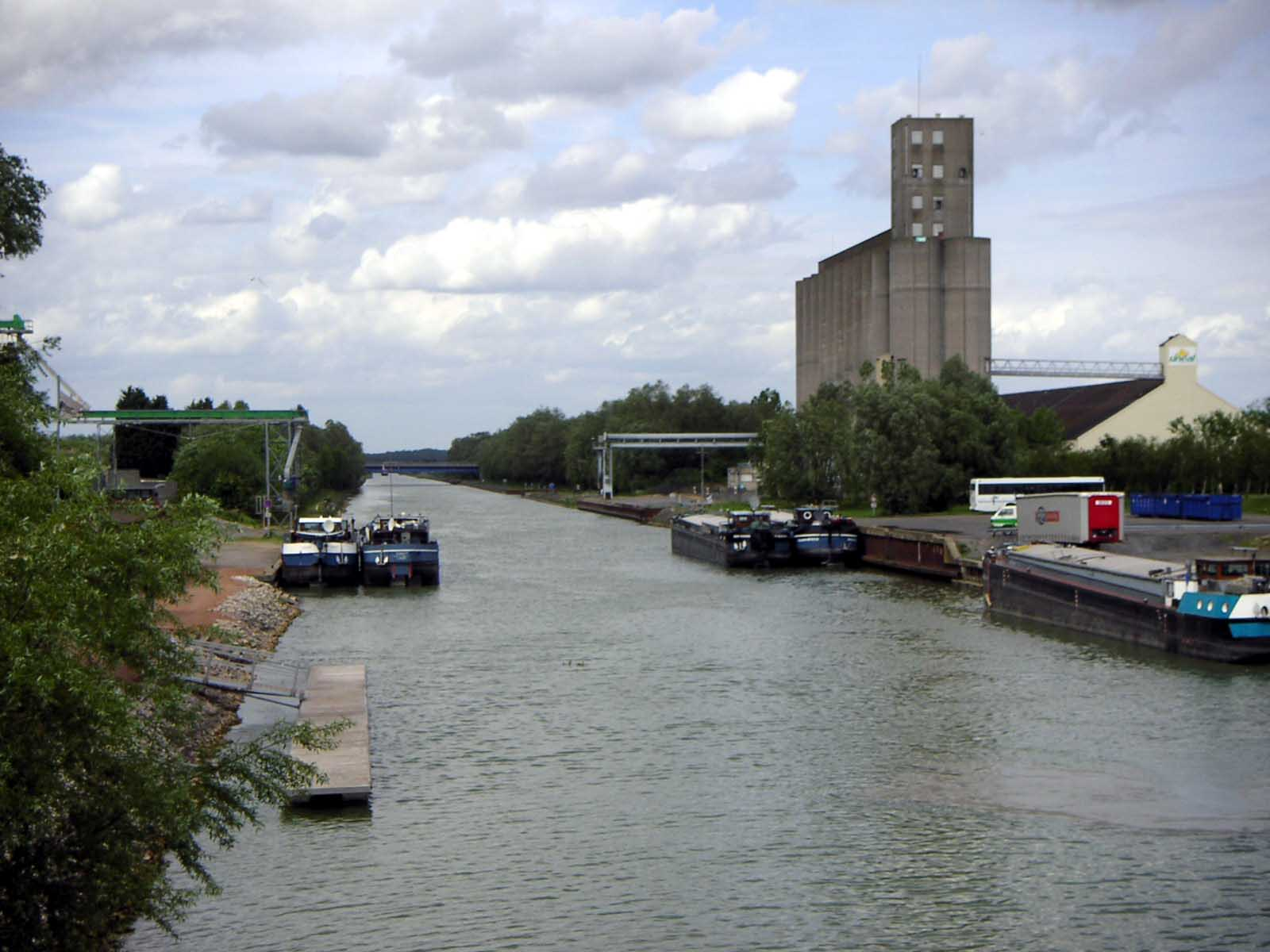
Il porto di Marquion sul canale del Nord

- Arleux

### Comuni del  dipartimento del Passo di Calais
- Palluel
- Sauchy-Cauchy
- Marquion
- Sains-lès-Marquion

### Comuni del dipartimento del Nord
- Mœuvres

### Comuni del dipartimento del Passo di Calais
- Hermies
- Ruyaulcourt
- Ytres

### Comuni del dipartimento della Somme
- Étricourt-Manancourt,
- Moislains,
- Allaines e la sua località Feuillaucourt,

località detta Halles nel comune di Péronne (Suddivisione di Péronne),
- Épénancourt,
- Pargny,
- Béthencourt-sur-Somme (confluenza con il canale della Somme),
- Rouy-le-Grand,
- Rouy-le-Petit,
- Quiquery presso Nesle,
- Breuil,
- Buverchy, seguendo il corso dell'Ingon e del Petit Ingon

### Dipartimento della Oise
- Libermont,
- Campagne,
- Catigny,
- Noyon,
- Pont-l'Évêque

Congiunzione con il canale di San Quintino.
Congiunzione con il  canale laterale alla Oise.

## Immagini del canale

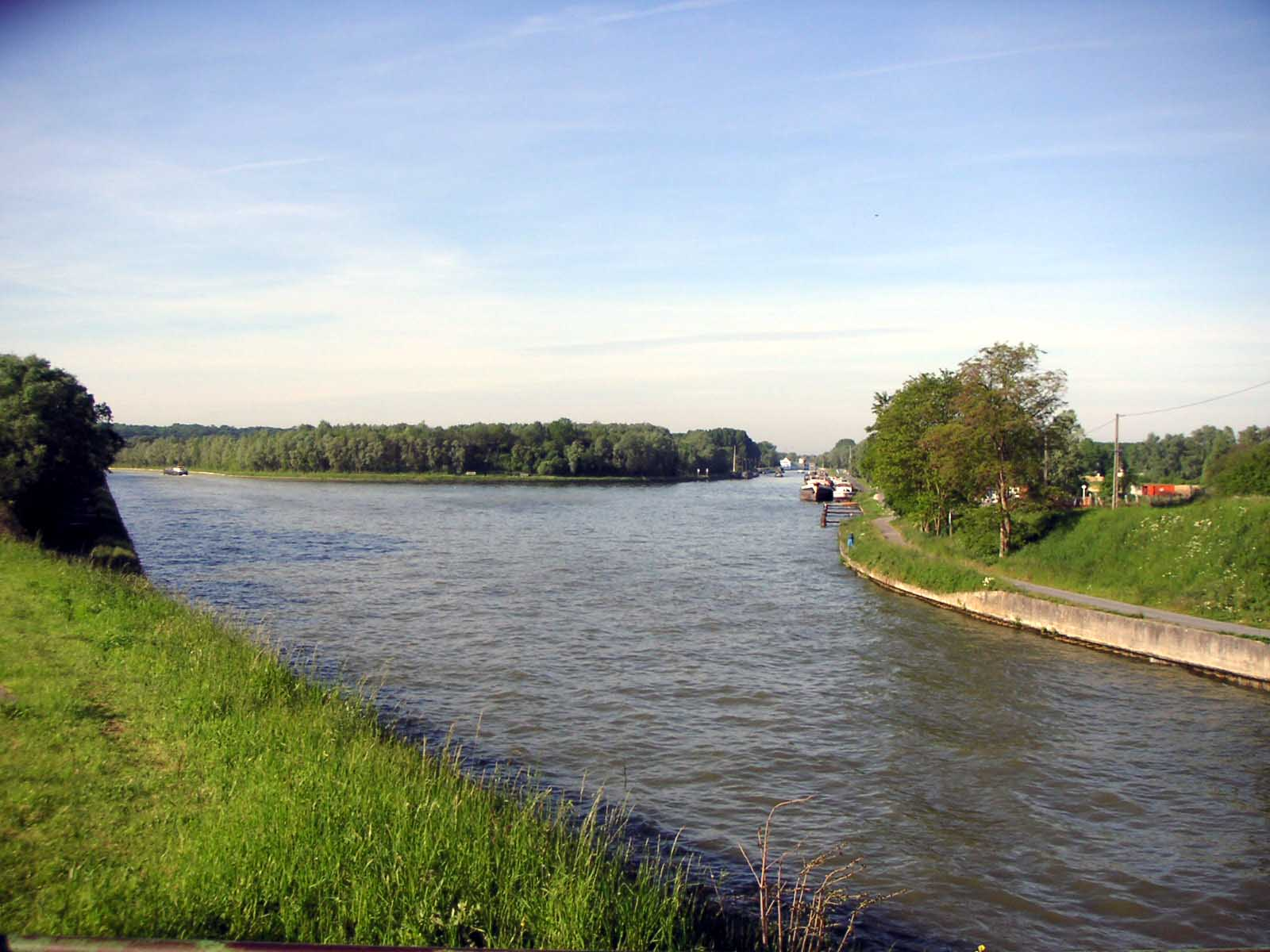
La confluenza del canale del Nord con la Sensée
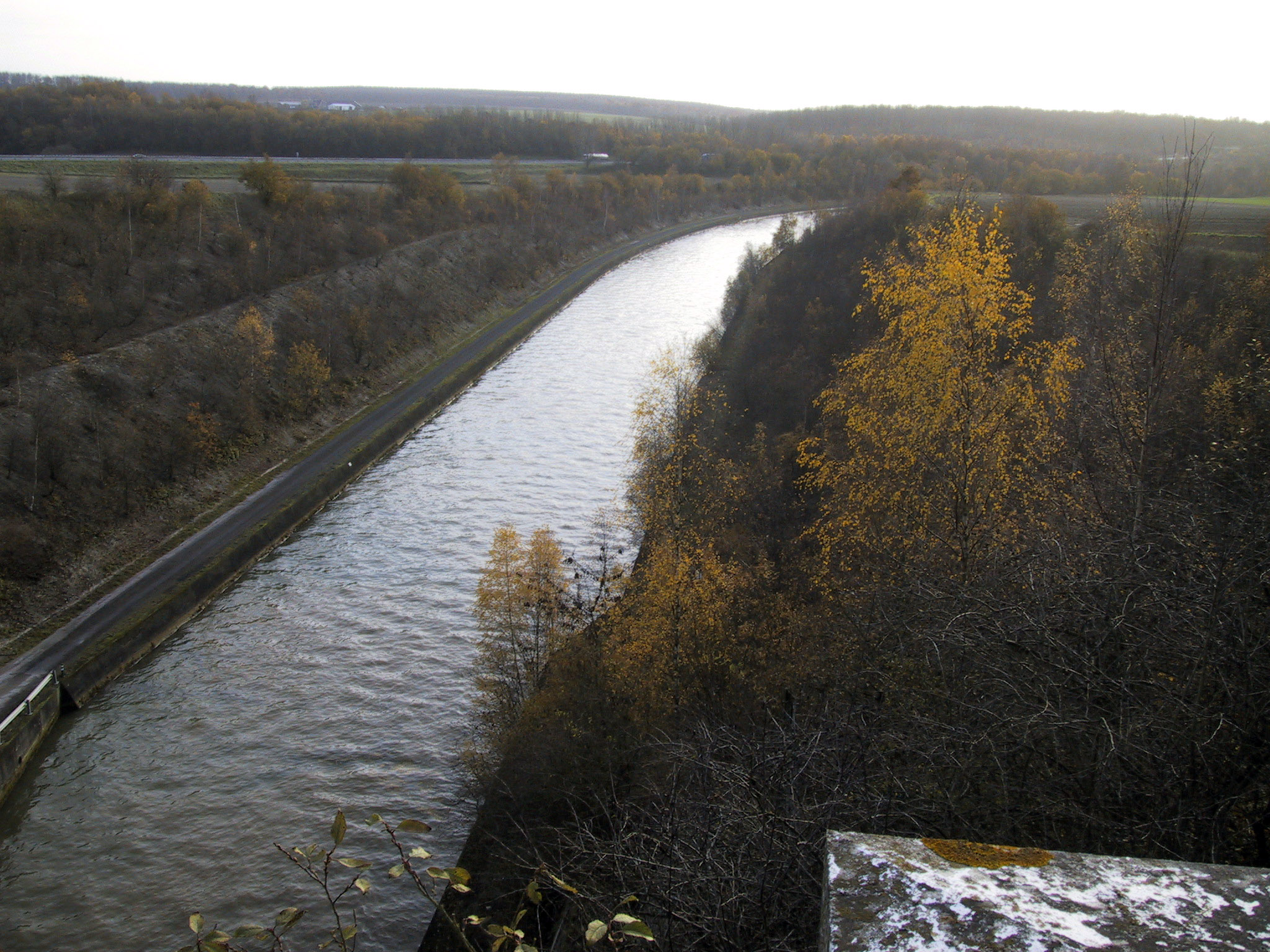
Tratto di canale a Hermies
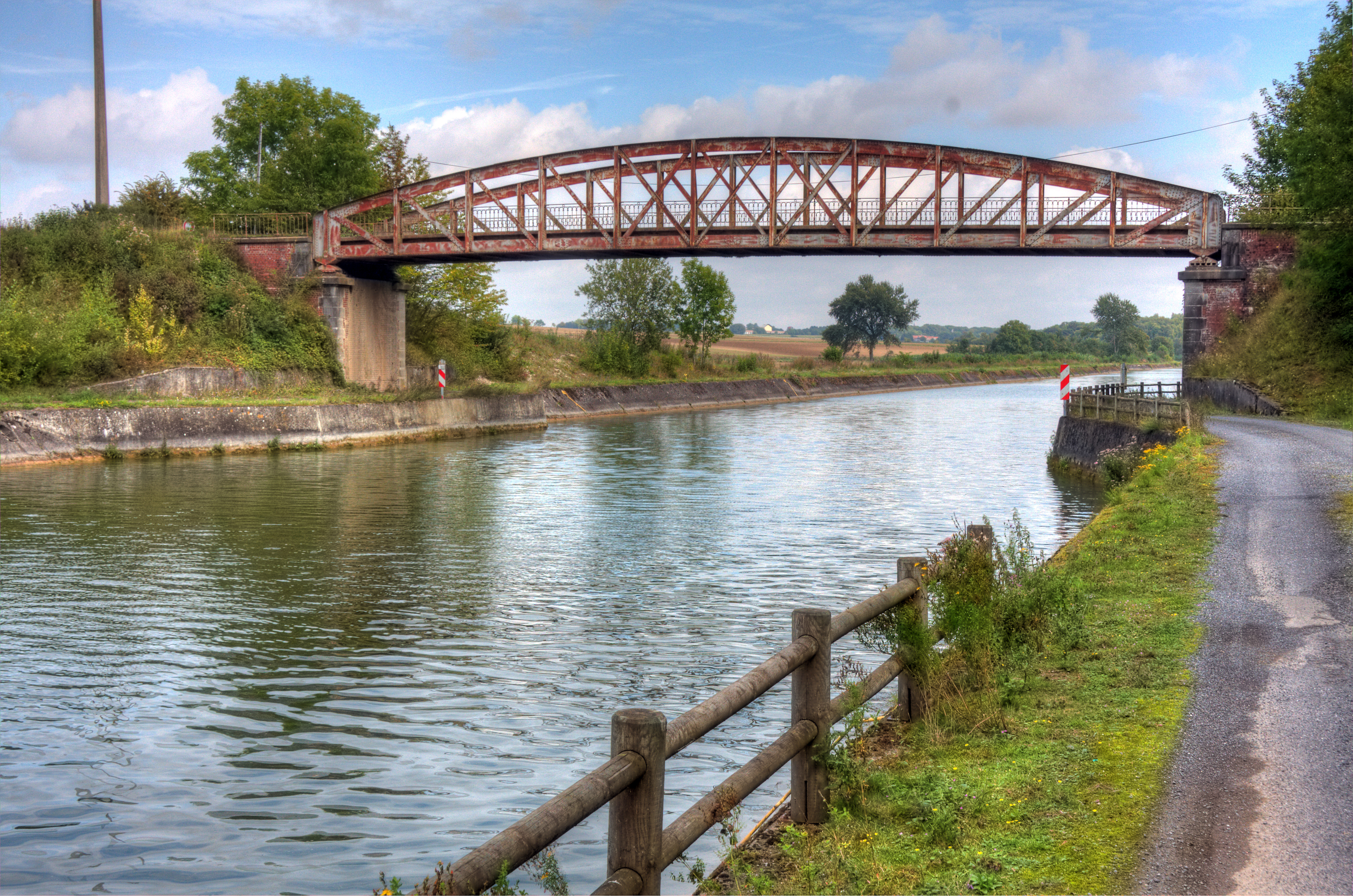
Un'opera di attraversamento del canale a Hermies
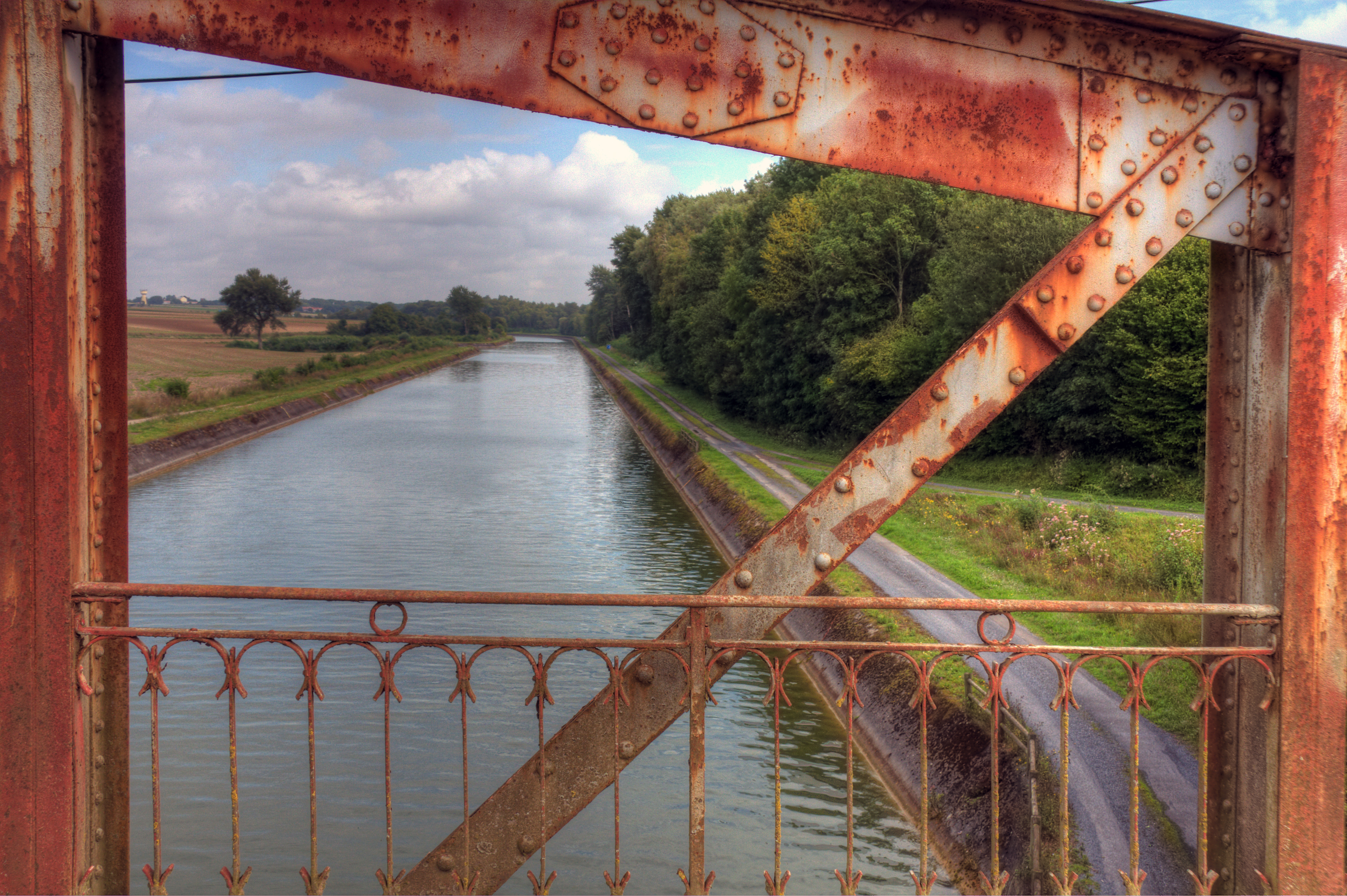
Il canale visto da un'opera di attraversamento a Hermies
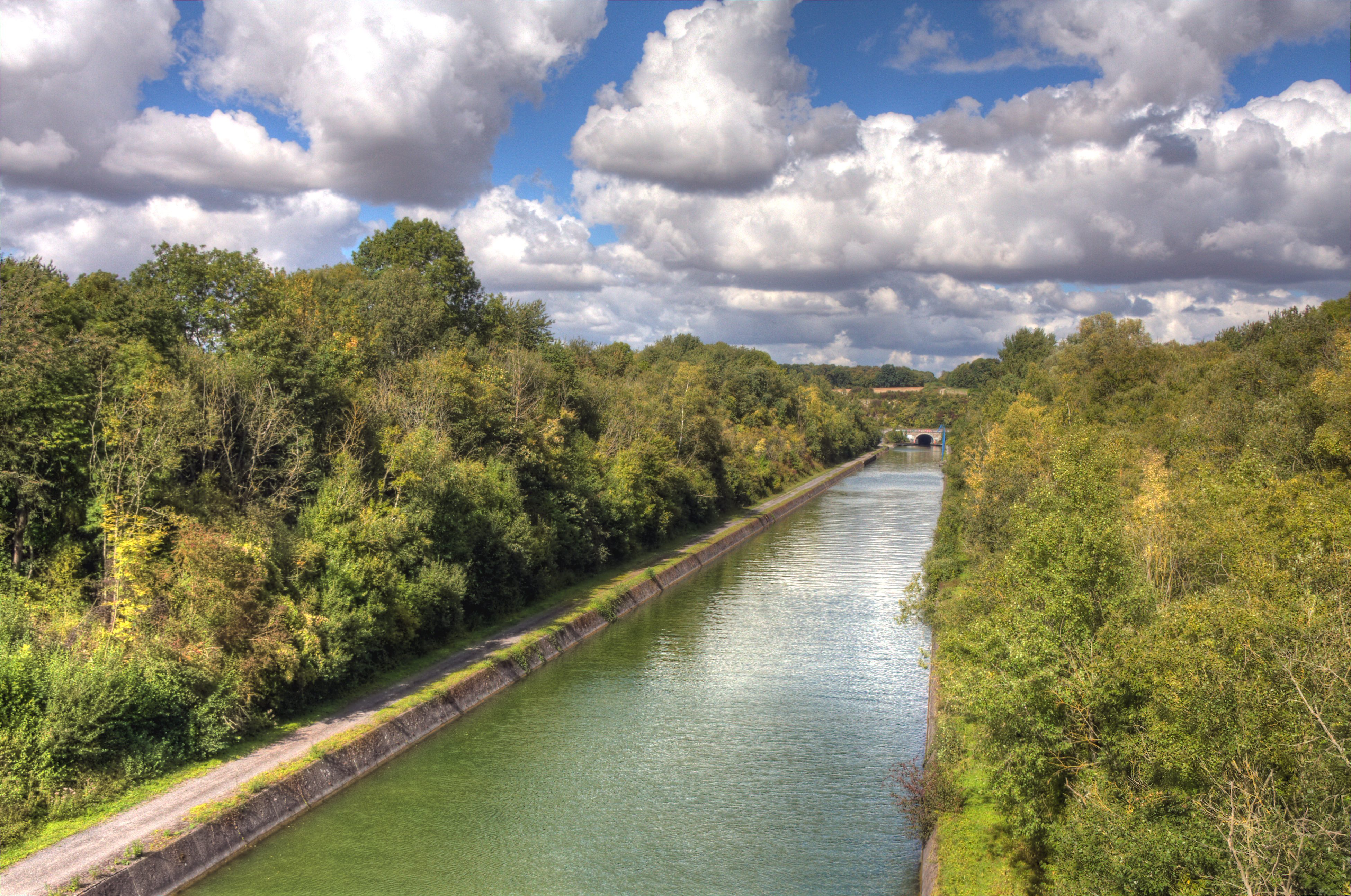
L'ingresso del sotterraneo, lato sud nella Somme
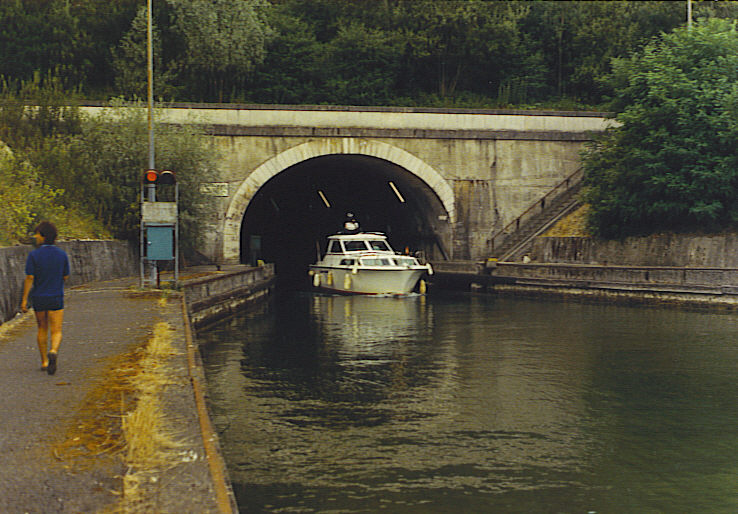
L'ingresso del sotterraneo lato nord a Ruyaulcourt